# Bach Mindenkinek Fesztivál

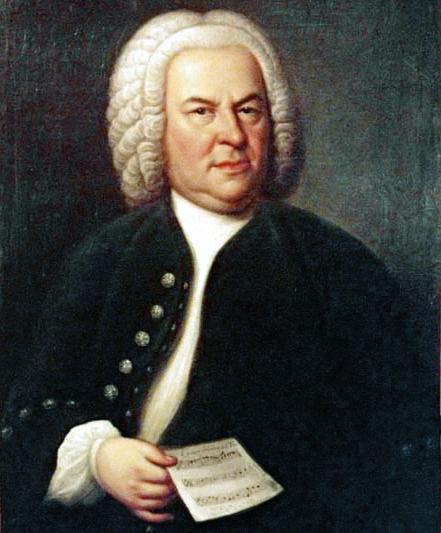
Johann Sebastian Bach

A Bach Mindenkinek Fesztivál nemzetközi program Dale Henderson New York-i csellista kezdeményezésére jött létre 2010-ben, Bach in the Subways („Bach az aluljárókban”) néven. Minden év márciusában, Johann Sebastian Bach születésnapja alkalmából ingyenes koncerteket rendeznek nyilvános helyszíneken, kiváló muzsikusok közreműködésével, a zeneszerző ünneplése és a klasszikus zene népszerűsítése céljából. Az eseményt több országban is megrendezik. Magyarországon először 2014-ben rendezték meg, Kovács Zalán László tubaművész szervezésében. 

## Magyarországon
A Bach Mindenkinek Fesztivál idén 10. alkalommal kerül megrendezésre 2024. március 16-ai kezdettel. A ma már országosan legnagyobb, ingyenesen látogatható komolyzenei programsorozat az 1685. március 21-én született géniusz, Johann Sebastian Bach születésnapjának hetében indul a Kárpát-medence több mint 150 településén többszáz eseménnyel és tízezres nagyságrendű várható látogatószámmal, ezt követően pedig folytatódik az egész esztendő során. A BMF vállalt missziója, hogy a magas kultúrát a lehető legszélesebb közönséghez vigye el, ezért tartottuk és tartjuk nélkülözhetetlennek az ingyenességet. Kötelező jegyvásárlás helyett adományozási lehetőséget nyitottunk vitathatatlanul hiteles szociális partnerek számára. Ők a rendezvényeinken megjelenve gyűjthetnek, illetve a honlapunkon megtalálható számlaszámon ugyancsak közvetlenül utalhatók hozzájuk az adományok. Az idén a Református Szeretetszolgálat áldozatos munkáját igyekszünk segíteni.
Egy kis visszatekintés:
Koncertek fél napon át
Egy New Yorkban született kezdeményezés, a Bach in the Subways nemzetközi terjedése során Johann Sebastian Bach születésnapján, 2015 március 21-én először néhány budapesti aluljáróban és téren, valamint vásárcsarnokban, összesen 40 rövid koncerten csendültek fel a zeneszerzők fejedelmének csodálatos művei.
Országossá növő fesztivál
2016-2018 között folyamatosan nőtt a fesztivál. A fél napból az évek alatt egy hét lett, és közben a fesztivál itthon és a határokon túl területileg is terjeszkedett. A helyszínek pedig a közönség által ismert koncerttermek, templomok és iskolák lettek. De olyan különleges helyszíneken is megszólaltak ekkorra már Bach zenéi, mint például állatkertben, jégdómban vagy kávézóban. 2018-ban már a Budapest és további 30 hazai település mellett egy erdélyi helyszín is a Bach Mindenkinek Fesztivál része volt.
2019-re a Bach Mindenkinek Fesztivál a hazai, sőt kárpát-medencei legnagyobb fesztiválok között vált számontartandóvá. A széles fellépői körhöz ekkorra már olyan kiváló együttesek is csatlakoztak, mint a Nemzeti Filharmonikusok vagy a Magyar Állami Operaház Zenekara. A Bach Mindenkinek Fesztivál elnyerte a Magyar Fesztivál Szövetség nívódíját is. A szervezők 2019-ben már több mint 70 településen szervezték meg a koncerteket szerte a Kárpát-medencében. A Kossuth-, Liszt- és Prima primisszima-díjas művészek mellett zeneiskolások, templomok orgonistái,  zenekaraok és kórusok léptek fel a neves koncerthelyszínektől szabadtéri helyszínekig sokfelé, sőt fesztiválunkat zenetörténeti előadások és – mert Bach zenéjének ilyen vonulata is van – játékos események is színesítették, ezzel is erősítve a mindenkit bevonzó képességet.
Villámcsapás gyorsaságával borult fel a Bach Mindenkinek Fesztivál addigi menetrendje 2020. márciusában. Öt nappal a fesztivál már mindenben leszervezett indulása előtt, épphogy néhány előkoncert után leállt az ország, mindenki otthon maradt, az emberek a legfontosabb teendőiket is csak maszk mögé zárkózva rendezhették el, koncertlátogatásról szó sem lehetett. Az akkorra legnagyobb kiterjedésű Kárpát-medencei fesztivál egy pillanatra megdermedt. De a koncertek végül abban a nehéz évben mégsem maradtak el, a nagyfesztiválok közül elsőként kalauzoltuk az online térbe Bach zenéivel a hallgatóságot, majd ősszel – természetesen a járványügyi előírások maximális figyelembevételével – a művészek személyes jelenlétével is sikerült újra életre keltenie a szervezőknek a programok egy részét.
Vihar után
2021-ben még a járvány szabályozási feltételei közepette, de már az előző év innovációival felvértezve, rögtön hibrid fesztivállal készült a Bach Mindenkinek Fesztivál csapata. Márciusban online koncertekre invitáltuk a közönséget. Napközben voltak a villámkoncertek, esténként pedig a premierek és a nagy hangversenyek, a bezártság alatt oly gyakorivá vált "éber éjszakákra" pedig éjféli muzsikákkal reagáltak a szervezők. Az online fesztivált a valós időpontokban összesen 200.000-res közönség követte, később pedig e programok jelentős részének internetes elérhetőségével élve természetesen tovább emelkedhetett a fesztivál első időszakának nézőszáma. A nyár és az ősz már meghozta különösen a szabadtéri rendezvények lehetőségét, így a Bach Mindenkinek Fesztivál ismét hibrid eseménysorozattá válva felölelhette az egész évet. A határon túl Dunaszerdahelyen október 10-én, a határokon belül pedig a Millenáris Park adventi programjában december 12-én került sor az év utolsó, közönség előtt adott fesztiválkoncertjére.
2022-ben és 2023-ban újra a személyes találkozások kerültek a középpontba. A Bach Mindenkinek Fesztivál az elmúlt években tovább bővült, a települések száma 100 fölé emelkedett és Európán kívül is megszólaltatták a szervezők Bach hangját, legmesszebbi országként Ausztráliában.
2024.
2024. március 16-31. között több mint 150 településen mintegy 330 rendezvény keretében szólalnak meg Bach örökérvényű muzsikái. Koncerttermekben, templomokban, iskolákban, kórházakban, szabadtéren egyaránt. Az egykori kisrendezvényből óriásfesztivál lett, amely egészen az év végéig további koncertek tucatjaival kelti életre a zeneszerzők fejedelmének örökérvényű dallamait. Az viszont nem változott, hogy ingyenesen várjuk a közönséget a legelőkelőbb koncerthelyszíneken ugyanúgy, mint szabadtéren, a templomi kórusoktól a Kossuth-díjas fellépőkig. Rendkívül sok önkéntességgel, a művészet iránti odaadással igyekszünk évről évre fenntartani, sőt növelni fesztiválunk hatókörét. Bach bőven megérdemli, ránk meg igazán ránkfér az igazán nemes, lélekemelő kikapcsolódás. Fesztiválunk mottója Bach szellemiségét követi: "Templomok a szívben – zene a szív templomaiban".

## Fesztiváldíj
A Bach Mindenkinek Fesztivál 2017-ben díjat alapított a programért tevékenykedők számára.
A díjat három kategóriában adják át:
- Művészi munkásságért
- Szervezési tevékenységért
- Támogatói segítségért

A díjat a Bach Mindenkinek Fesztiválért kiemelkedő aktivitással tevékenykedő művészek, a program előmeneteléért áldozatosan munkálkodó – de már nem aktív – szervezők, valamint a program megszervezését folyamatosan segítő támogató magánszemélyek és szervezetek kaphatják meg.